# Schizoprymnus rufiscapus
Schizoprymnus rufiscapus är en stekelart som beskrevs av Telenga 1941. Schizoprymnus rufiscapus ingår i släktet Schizoprymnus och familjen bracksteklar. Inga underarter finns listade i Catalogue of Life.